# Gabi (Niger)
Gabi ist eine Landgemeinde im Departement Madarounfa in Niger.

## Geographie
Gabi liegt in der Großlandschaft Sudan und grenzt im Süden an den Nachbarstaat Nigeria. Die Nachbargemeinden in Niger sind Safo im Nordwesten und Madarounfa im Nordosten. Bei den Siedlungen im Gemeindegebiet handelt es sich um 89 Dörfer, 10 Weiler und 29 Lager. Der Hauptort der Landgemeinde ist das Dorf Gabi.
Mit dem Goulbi de Gabi und dem Goulbi de Madarounfa durchschneiden zwei trockene Täler das Gemeindegebiet in Nord-Süd-Richtung. Die Niederschlagsmessstation im Hauptort wurde 1981 in Betrieb genommen. Die durchschnittliche jährliche Niederschlagsmenge in Gabi beträgt 601 Millimeter, die Anzahl der Regentage im Jahr durchschnittlich 39 (Messzeitraum 1995–2006). Die Forêt classée de Gabi Nord mit 560 Hektar und die Forêt classée de Gabi Sud mit 400 Hektar sind zwei unter Naturschutz stehende Waldgebiete im Gemeindegebiet von Gabi. Die Unterschutzstellung erfolgte 1950. Im Westen der Gemeinde beginnt der weitläufige Wald von Baban Rafi. Von 1972 bis 2005 ging der Anteil der mehr oder weniger bewaldeten Strauchsavanne im Gemeindegebiet um 20 % zurück, während die landwirtschaftlich genutzte Fläche um 9 % wuchs.

## Geschichte
Gabi wurde im 19. Jahrhundert von Bewohnern der Stadt Maradi gegründet. Einer der ersten Zollposten zwischen dem damals französischen Niger und dem damals britischen Nigeria wurde 1914 im Auftrag des Generalgouverneurs William Ponty im zu Gabi gehörenden Dorf Tchida Fawa eingerichtet. Die französische Kolonialverwaltung erhob Gabi 1944 zum Kanton. Im Jahr 2002 ging im Zuge einer landesweiten Verwaltungsreform aus dem Kanton Gabi die Landgemeinde Gabi hervor.

## Bevölkerung
Bei der Volkszählung 2012 hatte die Landgemeinde 83.203 Einwohner, die in 11.006 Haushalten lebten. Bei der Volkszählung 2001 betrug die Einwohnerzahl 56.547 in 8494 Haushalten.
Im Hauptort lebten bei der Volkszählung 2012 3616 Einwohner in 461 Haushalten, bei der Volkszählung 2001 2629 in 395 Haushalten und bei der Volkszählung 1988 1789 in 274 Haushalten.
In ethnischer Hinsicht ist die Gemeinde ein Siedlungsgebiet von Katsinawa, Azna und Fulbe. Die Bevölkerung ist überwiegend hausasprachig.

## Politik
Der Gemeinderat (conseil municipal) hat 21 gewählte Mitglieder. Mit den Kommunalwahlen 2020 sind die Sitze im Gemeinderat wie folgt verteilt: 8 CPR-Inganci, 7 RANAA, 3 MPN-Kiishin Kassa, 1 ANDP-Zaman Lahiya, 1 MNSD-Nassara und 1 RDR-Tchanji.
Jeweils ein traditioneller Ortsvorsteher (chef traditionnel) steht an der Spitze von 77 Dörfern in der Gemeinde, darunter dem Hauptort.

## Kultur und Sehenswürdigkeiten
Der Palast des Kantonchefs von Gabi umfasst ein Hauptgebäude, mehrere Büros, einen Besprechungsraum und einen Empfangsraum sowie die Wohngebäude des Kantonschefs, bestehend aus zwei Villen und einem Gästehaus. Eine Renovierung des Palastes durch ein chinesisches Bauunternehmen wurde im Jahr 2020 abgeschlossen.

## Wirtschaft und Infrastruktur
Die Täler in Gabi zählen zu den Regionen mit der besten Bodenfruchtbarkeit in Niger. Neben der Landwirtschaft ist der grenzüberschreitende informelle Handel mit Nigeria eine wichtige Einkommensquelle für die Bevölkerung. In den Dörfern Gabi, Chirgué und Dan Taro werden Wochenmärkte abgehalten.
Gesundheitszentren des Typs Centre de Santé Intégré (CSI) sind im Hauptort sowie in den Siedlungen Maraka, Rourouka Kada und Tchida Fawa vorhanden. Der CEG Gabi ist eine allgemeinbildende Schule der Sekundarstufe des Typs Collège d’Enseignement Général (CEG). Beim Centre de Formation aux Métiers de Gabi (CFM Gabi) handelt es sich um ein Berufsausbildungszentrum.
Durch die Gemeinde verläuft die Landstraße RR4-002 zwischen Guidan Daouda und Maraka.

## Persönlichkeiten
- Idrissa Laouali (* 1979), Fußballspieler